# Ripudio nell'islam
Il ripudio islamico, altrimenti detto ṭalāq (in arabo طلاق‎?), è la forma prevista dalla Sharīʿa per il divorzio.
In base alla legislazione islamica, solo il marito è titolare di tale diritto, che egli può esercitare rivolgendo alla propria moglie la frase "Io divorzio da te" (in Lingua araba ṭalaq). 
Perché tale formula esplichi le sue piene conseguenze giuridiche, un uomo deve pronunciarla per tre distinte volte, con un intervallo di almeno una ʿidda (periodo intermestruale) tra una formula e l'altra, quindi mantenendo sempre una possibilità di riconciliarsi.

Dopo la terza pronunzia, il divorzio ha pieno effetto giuridico e non è consentito un nuovo matrimonio tra i due divorziati se non sia stato contratto dalla donna almeno un altro matrimonio con persona diversa.
Non è quindi teoricamente consentita una triplice e consecutiva pronuncia della formula di ripudio e la ratio di ciò consiste nell'evitare che il divorzio avvenga sotto l'effetto dell'ira maritale, dovendo osservare obbligatoriamente il periodo di ʿidda, applicando quindi il disposto coranico della sūra LXV, versetto 1: 
(Trad. e commento di Alessandro Bausani, Il Corano, Firenze, Sansoni, 1955 e succ. ristampe.)
e altri ʾaḥādīth sull'argomento. 

Tuttavia la pratica del "triplice ṭalāq" in una sola occasione storica è stata legalmente riconosciuta, ed è stata attuata in particolar modo in Arabia Saudita".
I musulmani sciiti e sunniti hanno differenti regole per attuare il ṭalāq.
 
Con l'eccezione del madhhab sunnita hanafita, la regola della triplice pronuncia di ripudio intervallata da una ʿidda è riconosciuta come valida, attuando quindi pienamente la prescrizione coranica.
Lo sciismo invece non riconosce tali modalità, ma pretende che la dichiarazione del ṭalāq avvenga alla presenza di validi testimoni.  Se la coppia non osserva un periodo di astinenza di rapporti nel periodo di attesa, il ripudio non è valido.
Se invece il periodo di attesa trascorre senza ripensamenti e senza atti sessuali tra marito e moglie, la coppia si considera divorziata e il marito non deve più rispondere del mantenimento e delle spese della moglie, rimanendo però responsabile del mantenimento dei figli fino al loro svezzamento.
Alla donna è possibile rivolgere una petizione a un qāḍī perché pronunci, a certe condizioni, un ripudio ex officio iudicis. Le circostanze sono considerate e trattate da parte delle scuole giuridiche sunnite.

## Ṭalaq
Il marito sunnita può avviare la pratica di ripudio pronunciando la parola "Ṭalaq", la formula di ripudio, per tre volte. Una volta pronunciata per la terza volta, il ripudio è irrevocabile e ha pieni effetti giuridici. 
In Paesi in cui sia consentita la poliginia, la donna deve rispettare un periodo di tre mesi almeno prima di un eventuale suo nuovo matrimonio.
La Shīʿa non prevede alcuna condizione di attesa per la donna quando venga a esaurimento un matrimonio "a termine" (nikāḥ mutʿa). Nell'islam sunnita, invece, il matrimonio a termine non è consentito.